# Algemene Vervoerscondities 2002
De Algemene Vervoerscondities 2002 (AVC 2002) is een overeenkomst die vaak wordt gebruikt bij wegtransport binnen Nederland. De AVC regelen de aansprakelijkheid van de vervoerder voor schade ontstaan aan de vervoerde goederen. 
De AVC zijn alleen van toepassing wanneer beide partijen dit overeenkomen. Bij internationaal transport gelden de CMR-condities. De AVC kunnen als aanvulling op de CMR worden afgesproken. Wanneer de AVC en CMR niet van toepassing zijn, gelden de wettelijke bepalingen. 
Volgens de AVC is de vervoerder aansprakelijk voor schade, tenzij hij aan kan tonen dat hij, als zorgvuldig vervoerder, de schade niet kon verhinderen. 

## Inhoud
De vervoerder is niet aansprakelijk wanneer de schade is ontstaan als gevolg van:
- Vervoer in een onoverdekt voertuig en deze wijze van transport nadrukkelijk overeen is gekomen,
- Ontbreken of gebrekkigheid van de verpakking van zaken die verpakt hadden moeten zijn,
- Behandeling, lading, lossing of stuwing van de zaken door de belanghebbende zelf,
- Aard van de zaken zelf,
- Hitte, koude, temperatuurverschillen, luchtvochtigheid, tenzij het een speciaal uitgerust voertuig betreft,
- Wanneer het vervoer van levende dieren betreft.

## Aansprakelijkheid
De aansprakelijkheid van de vervoerder is gemaximeerd op € 3,40 per kg. Bij vertragingsschade is de vervoerder aansprakelijk tot maximaal de vrachtprijs. 
De aansprakelijkheid kan door de vervoerder verzekerd worden met een vervoerdersaansprakelijkheidsverzekering. Door de beperkte aansprakelijkheid van de vervoerder zal de belanghebbende vaak een goederentransportverzekering afsluiten. 